# Erdbeben von Gölcük 1999
Das Erdbeben von Gölcük ereignete sich am 17. August 1999 um 03:01 Uhr Ortszeit in der Türkei. Die am stärksten betroffenen Städte waren İzmit, Yalova, Gölcük und Adapazarı. Das Erdbeben, dessen Epizentrum rund 80 km ostsüdöstlich der Altstadt von Istanbul lag, erreichte die Magnitude 7,6 auf der Momenten-Magnituden-Skala. Es verursachte auch einen Tsunami im Marmarameer, die Welle war bis zu 2,5 Meter hoch. Die Zivilgesellschaft hat sich in der Zeit nach dem Erdbeben umfangreich gegenseitig unterstützt.

## Geologie
Das Erdbeben entsprach der abrupten Bewegung zweier benachbarter Erdkrustenschollen an einem 130 km langen Abschnitt der Nordanatolischen Verwerfung zwischen der Eurasischen und der Anatolischen Platte. Dieser Abschnitt zog sich vom Golf von Izmit am Marmarameer bis weit ins Festland hinein. Der Versatzbetrag an der entsprechenden Verwerfung betrug mehr als fünf Meter.

## Opferzahlen und Schäden

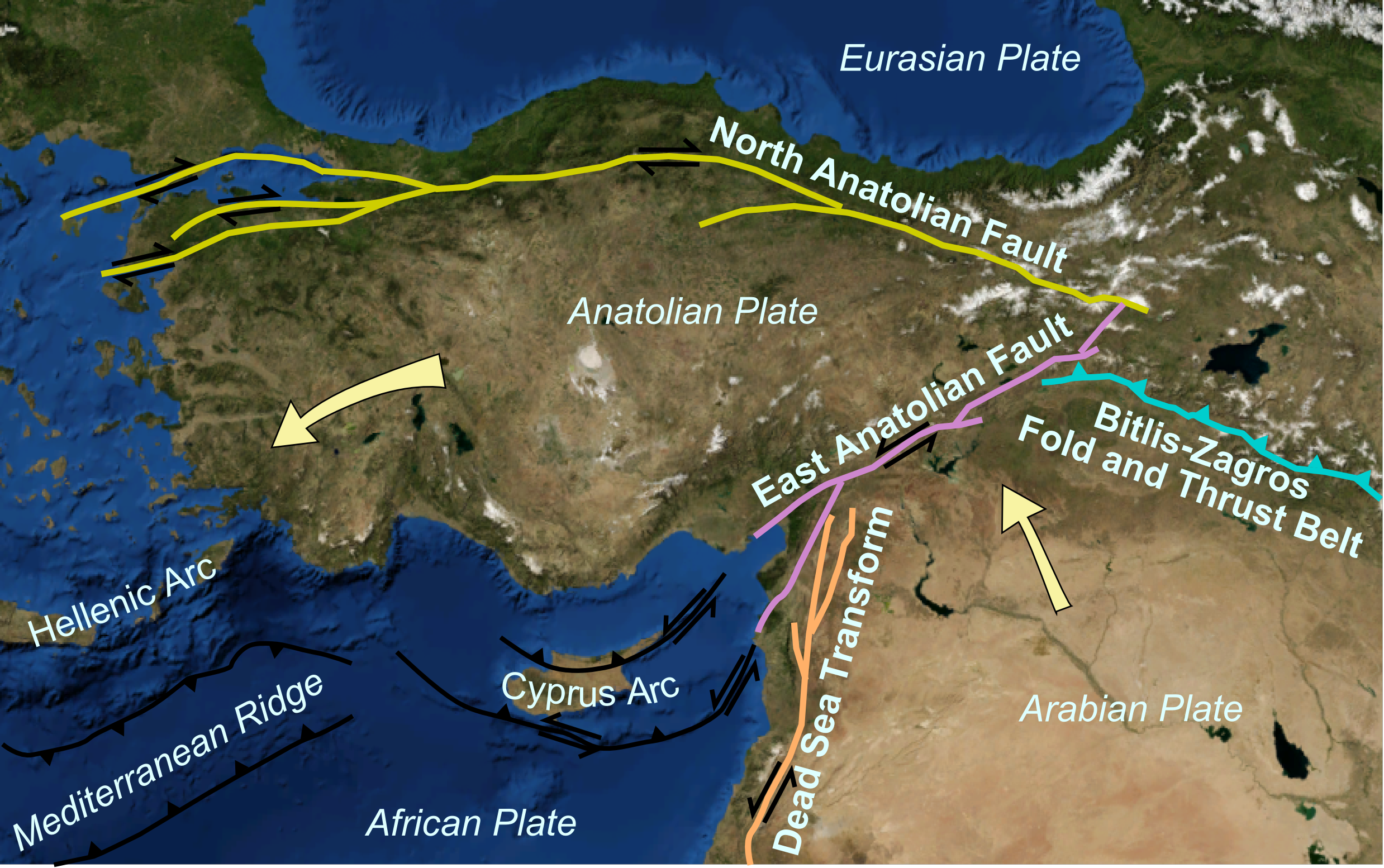
Die Anatolische Platte mit der Nordanatolischen Verwerfung

In einer ersten Opferbilanz waren 17.480 Tote in folgenden Provinzen angeführt:
- Kocaeli: 9.477
- Sakarya: 3.891
- Yalova: 2.504
- Istanbul: 981
- Bolu: 270
- Bursa: 268
- Eskişehir: 86
- Zonguldak: 3

Laut einem 2010 veröffentlichten parlamentarischen Bericht der Großen Nationalversammlung der Türkei starben bei dem Beben insgesamt 18.373 Menschen und 48.901 wurden verletzt. In diesem Bericht heißt es, dass es zudem 505 Langzeitverletzte, 96.796 schwer beschädigte oder zerstörte Häuser, 15.939 schwer beschädigte oder zerstörte Unternehmen, 107.315 mäßig beschädigte Häuser, 16.316 mäßig beschädigte Unternehmen, 113.382 leicht beschädigte Häuser, 14.657 leicht beschädigte Unternehmen gab. Es wurden 40.786 Fertighäuser neugebaut und 147.120 Menschen mussten in Fertighäusern untergebracht werden.

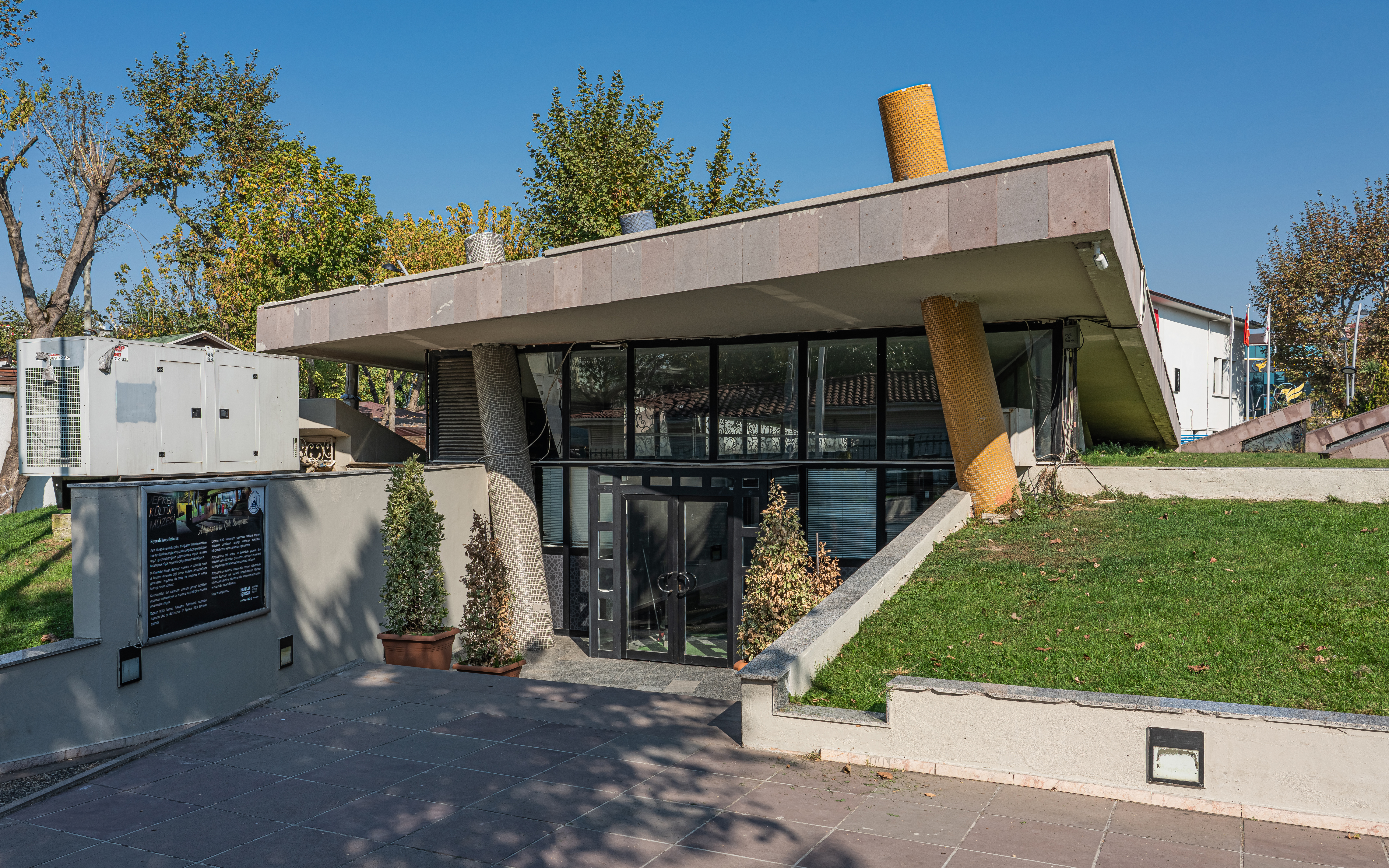
Das Museum des Erdbebens von 1999 in Adapazarı

Das Erdbeben hat in Yalova große Zerstörungen angerichtet. Obwohl das Erdbeben dort sehr stark zu spüren war, wird vermutet, dass die Ursache für die meisten Schäden durch die Verflüssigung des Gebiets verursacht wurden. Da das Gebiet größtenteils aus quartärem Schwemmland besteht und daher sehr anfällig für Verflüssigung ist, es rund 200 Bohrstellen und Bohrlöcher gibt und viele Bäche oder Flüsse in der Nähe sind, wurde eine starke Verflüssigung ausgelöst und registriert.
Die Zerstörungen in Istanbul konzentrierten sich auf den Stadtteil Avcılar im Westen der Stadt. Avcılar wurde auf relativ schwachem Boden gebaut, der hauptsächlich aus schlecht konsolidiertem Sedimentgestein aus dem Känozoikum besteht, was diesen Bezirk für jedes Erdbeben anfällig macht.
Aus Berichten vom September 1999 geht hervor, dass 120.000 schlecht gebaute Häuser irreparabel beschädigt wurden und etwa 20.000 Gebäude einstürzten, was dazu führte, dass mehr als 250.000 Menschen nach dem Erdbeben obdachlos wurden. Die direkten Schadenskosten werden auf 6,5 Milliarden US-Dollar geschätzt, die Folgekosten könnten jedoch 20 Milliarden US-Dollar überstiegen haben.

### Konsequenzen
Private Bauunternehmen sahen sich einer Gegenreaktion ausgesetzt, weil sie beim Bau von Wohngebäuden billige Materialien verwendeten. Viele dieser Bauunternehmen wurden strafrechtlich verfolgt, aber nur wenige wurden für schuldig befunden. Auch Regierungsbeamte gerieten in die Kritik, weil sie Bauvorschriften zur Erdbebensicherheit nicht ordnungsgemäß durchsetzten.
Als Reaktion auf das Erdbeben wurde in der Türkei eine 7,5-prozentige Erdbebensteuer eingeführt, um damit den Wiederaufbau zu finanzieren und um den Staat auf künftige Beben vorzubereiten.

## Rettungsmaßnahmen
Am Morgen des 17. August erging seitens der türkischen Regierung ein internationales Ersuchen um Hilfe. Es wurde ein massiver internationaler Einsatz organisiert, um bei der Suche nach Überlebenden zu helfen und die Verwundeten und Obdachlosen zu versorgen. Rettungsteams wurden innerhalb der ersten beiden Tage nach der Katastrophe entsandt und die Hilfe für die Überlebenden wurde über Nichtregierungsorganisationen, den Türkischen Roten Halbmond und lokale Such- und Rettungsorganisationen abgewickelt.
Die folgende Tabelle zeigt die Aufteilung der Rettungsteams nach Ländern in den betroffenen Gebieten:
| Gebiet        | Ausländische Such- und Rettungsteams aus                                                                      |
| ------------- | --- |
| Gölcük, İzmit | Ungarn, Israel, Frankreich, Südkorea, Belgien, Russland, Österreich, Schweiz, Vereinigte Staaten, Island      |
| Yalova        | Deutschland, Ungarn, Israel, Polen, Vereinigtes Königreich, Frankreich, Japan, Österreich, Rumänien, Südkorea |
| Avcılar       | Deutschland, Griechenland                                                                                     |
| Sakarya       | Deutschland, Bulgarien, Ägypten, Spanien                                                                      |
| Düzce         | Polen, Vereinigtes Königreich                                                                                 |
| Bayrampaşa    | Italien |
| Kartal        | Aserbaidschan                                                                                                 |

Griechenland war die erste Nation, die Hilfe und Unterstützung zusagte. Innerhalb weniger Stunden nach dem Erdbeben setzte sich das griechische Außenministerium mit seinen Amtskollegen in der Türkei in Verbindung und der Minister schickte seine persönlichen Gesandten in die Türkei. Das Ministerium für öffentliche Ordnung entsandte ein Rettungsteam von 24 Personen und zwei ausgebildete Rettungshunde sowie Löschflugzeuge, um bei den Löscharbeiten in der Tüpraş-Ölraffinerie zu helfen. Diese Hilfeleistungen wird angesichts der angespannten Beziehungen beider Staaten als Erdbebendiplomatie bezeichnet. 
Aus Deutschland wurde durch Ansuchen des Auswärtigen Amts und im Auftrag des Bundesministerium des Innern die Schnelleinsatzeinheit Bergung Ausland mit 65 Kräften des Technischen Hilfswerks entsandt.
US-Präsident Bill Clinton besuchte später Istanbul und İzmit, um sich ein Bild vom Ausmaß der Zerstörung zu machen und mit den Überlebenden zu sprechen.